# براسخات
شهر براسخات (به هلندی: Brasschaat) در شهرستان آنتورپ در استان آنتورپ در منطقه فلاندری در کشور بلژیک واقع شده‌است.

## نگارخانه

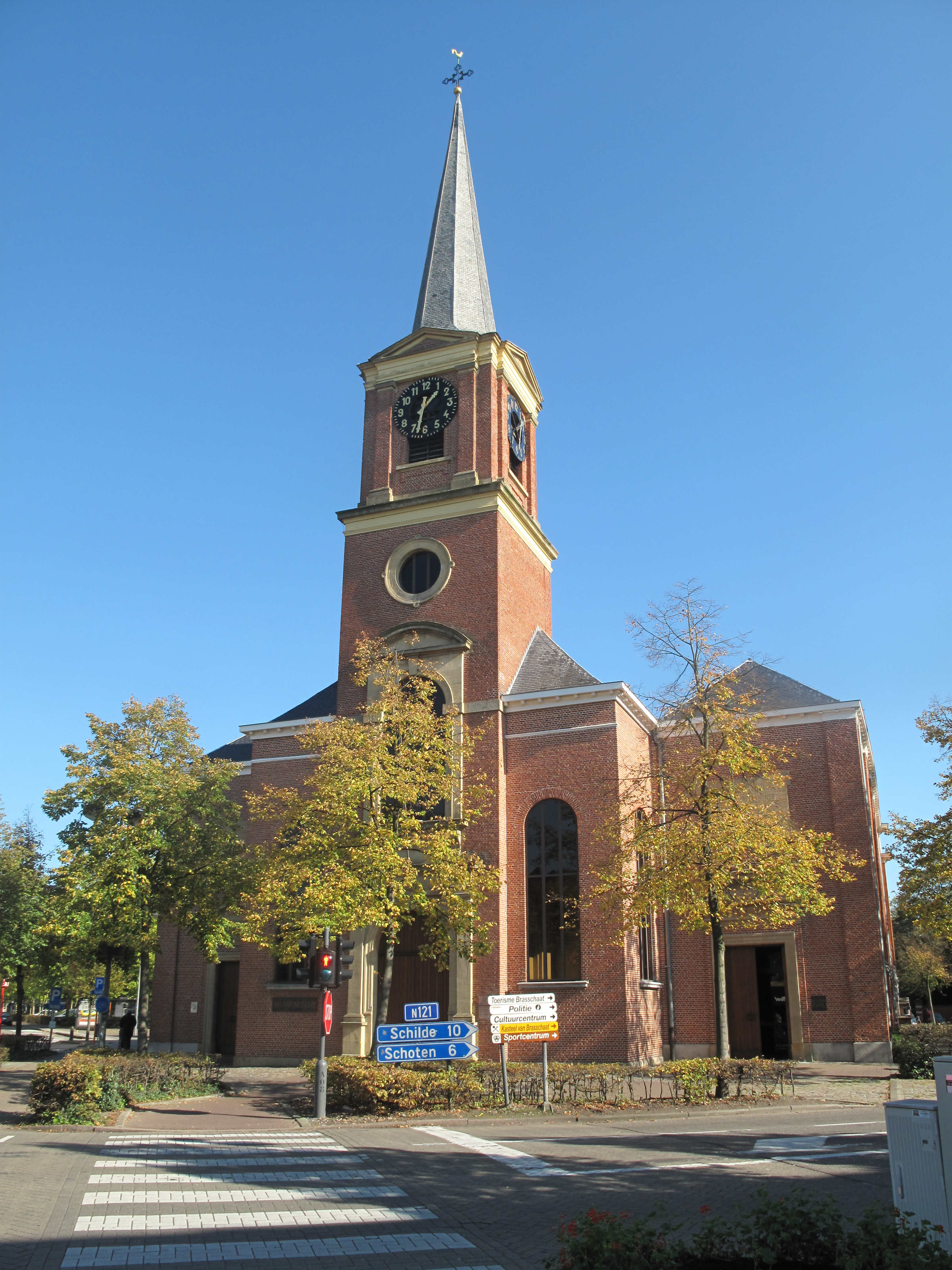
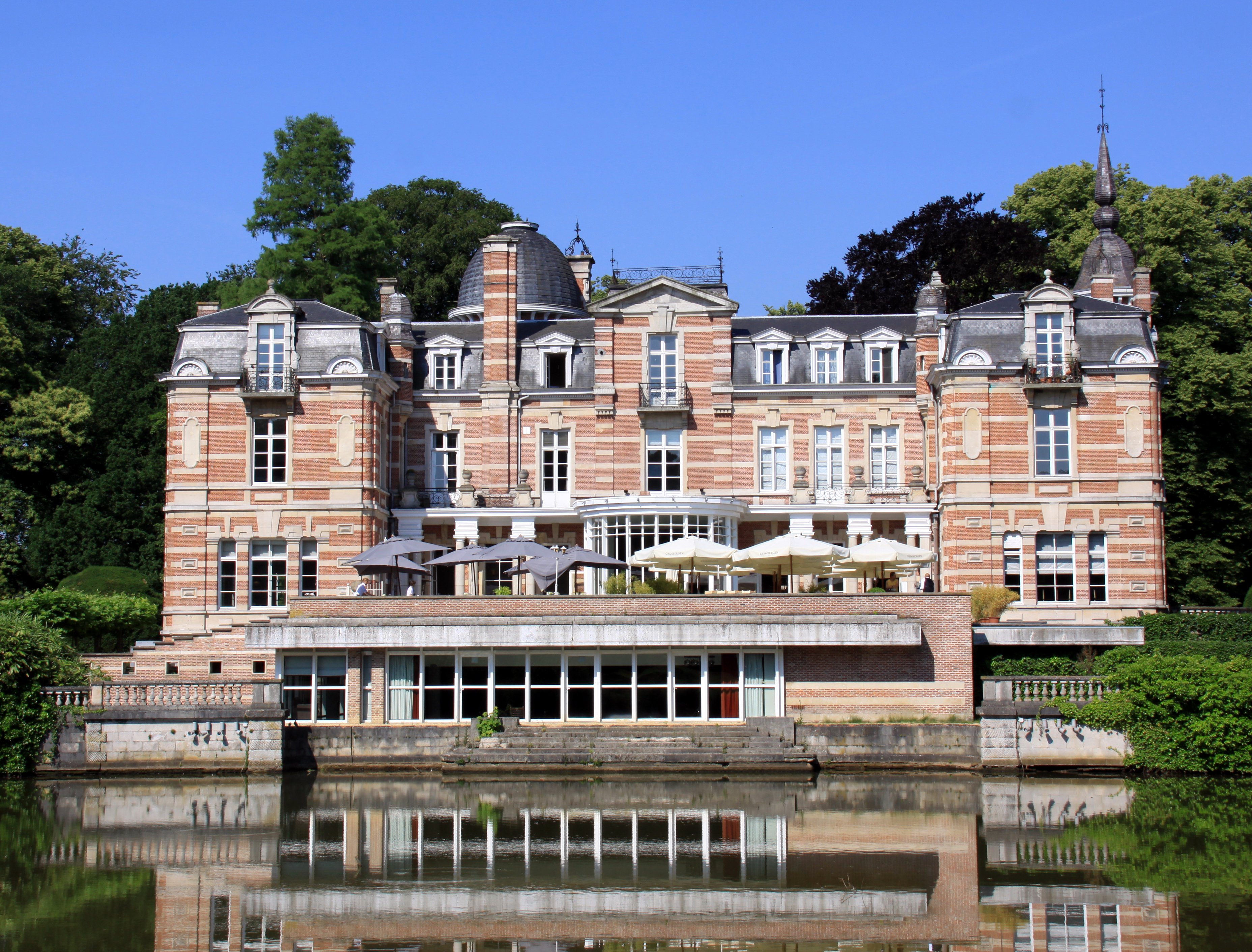
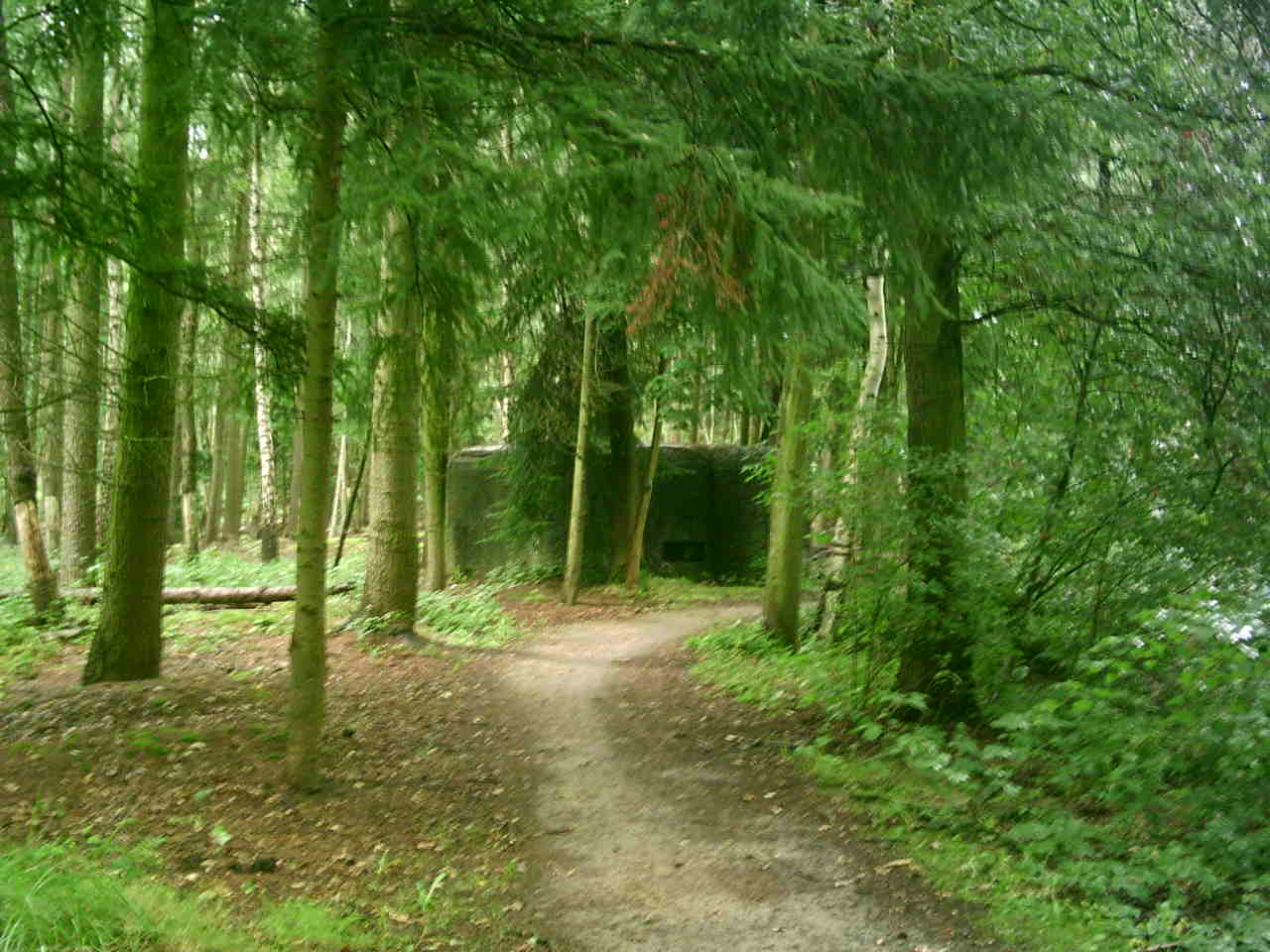
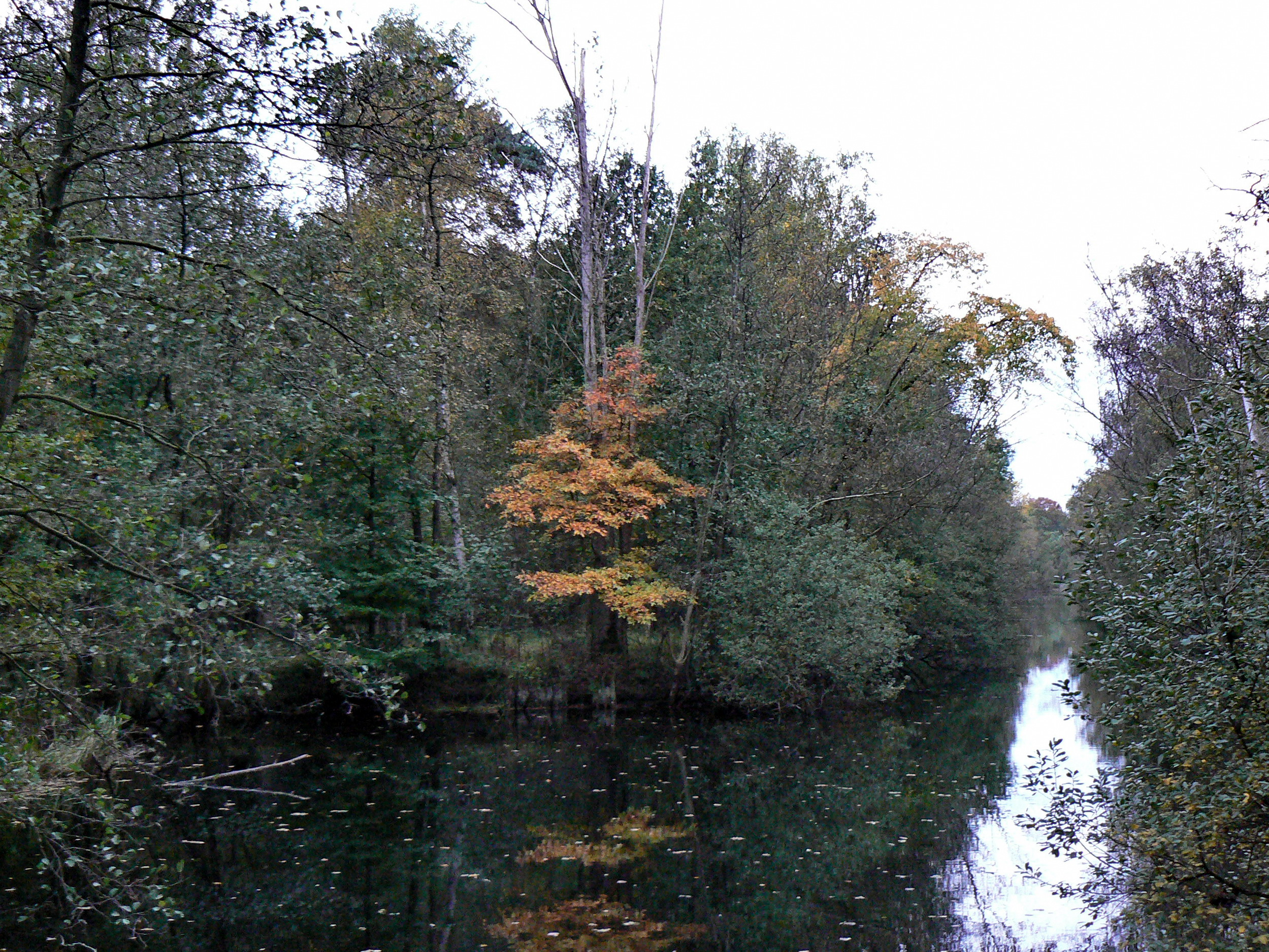